# VIe législature des Cortes de Castille-La Manche
La VIe législature des Cortes de Castille-La Manche est un cycle parlementaire des Cortes de Castille-La Manche, d'une durée de quatre ans, ouvert le 17 juin 2003 à la suite des élections du 25 mai précédent, et clos le 3 avril 2007.

## Bureau des Cortes
| Poste                    | Titulaire                | Parti | Parti | Circonscription |
| ------------------------ | ------------------------ | ----- | ----- | --------------- |
| Président                | Fernando López           |       | PSOE  | Albacete        |
| Première vice-présidente | Virgilia Antón           |       | PSOE  | Cuenca          |
| Second vice-président    | José María Bris          |       | PP    | Guadalajara     |
| Second vice-président    | Rosa Romero (07/09/2006) |       | PP    | Ciudad Real     |
| Premier secrétaire       | Jesús Fernández          |       | PSOE  | Tolède          |
| Second secrétaire        | Leandro Esteban          |       | PP    | Tolède          |

## Groupes parlementaires
| Nom | Nom               | Début | Fin | Porte-parole                                                        |
| --- | ----------------- | ----- | --- | ------------------------------------------------------------------- |
|     | Groupe socialiste | 29    | 29  | José Molina                                                         |
|     | Groupe populaire  | 18    | 18  | Rosa Romero Lucrecio Serrano (19/01/2005) Ana Guarinos (11/07/2006) |

## Commissions parlementaires

### Initiales
| Commission                                     | Président                 | Parti | Parti | Circonscription |
| ---------------------------------------------- | ------------------------- | ----- | ----- | --------------- |
| Commissions permanentes législatives           |                           |       |       |                 |
| Commission de l'Agriculture                    | Ana Gómez                 | PSOE  |       | Cuenca          |
| Commission des Affaires générales              | Ángeles Herreros          | PSOE  |       | Ciudad Real     |
| Commission du Bien-être social                 | Patrocinio Gómez          | PSOE  |       | Albacete        |
| Commission de la Science et de la Technologie  | Rosa Melchor              | PSOE  |       | Ciudad Real     |
| Commission de la Culture                       | José Luis Martínez        | PSOE  |       | Cuenca          |
| Commission de l'Économie et des Finances       | Marina Moya               | PP    |       | Cuenca          |
| Commission de l'Éducation                      | Nieves Arriero            | PSOE  |       | Tolède          |
| Commission de l'Industrie et du Travail        | Paula Fernández           | PSOE  |       | Ciudad Real     |
| Commission de la Femme                         | Mercedes Giner            | PSOE  |       | Tolède          |
| Commission de l'Environnement                  | Francisco Moya            | PSOE  |       | Cuenca          |
| Commission des Travaux publics                 | Antonio Guijarro          | PSOE  |       | Tolède          |
| Commission de la Santé                         | José Manuel Caballero     | PSOE  |       | Ciudad Real     |
| Commission de la Santé                         | Rosa Melchor (26/04/2004) | PSOE  |       | Ciudad Real     |
| Commissions permanentes non-législatives       |                           |       |       |                 |
| Commission du Règlement et du Statut du député | Fernando López            | PSOE  |       | Albacete        |
| Commission du Contrôle de RTVCM                | María Jesús Bonilla       | PP    |       | Cuenca          |

### Réforme du20 mai 2004
| Commission | Président                   | Parti | Parti | Circonscription |
| --- | --------------------------- | ----- | ----- | --------------- |
| Commissions permanentes législatives                                                                                  |                             |       |       |                 |
| Commission de l'Agriculture                                                                                           | Ana Gómez                   | PSOE  |       | Cuenca          |
| Commission des Affaires générales                                                                                     | Ángeles Herreros            | PSOE  |       | Ciudad Real     |
| Commission du Bien-être social                                                                                        | Patrocinio Gómez            | PSOE  |       | Albacete        |
| Commission de la Culture                                                                                              | José Luis Martínez          | PSOE  |       | Cuenca          |
| Commission de la Culture                                                                                              | Antonio Molina (25/10/2005) | PSOE  |       | Ciudad Real     |
| Commission de l'Économie et des Finances                                                                              | Marina Moya                 | PP    |       | Cuenca          |
| Commission de l'Éducation et de la Science                                                                            | Nieves Arriero              | PSOE  |       | Tolède          |
| Commission de l'Industrie et de la Technologie                                                                        | Paula Fernández             | PSOE  |       | Ciudad Real     |
| Commission de la Femme                                                                                                | Mercedes Giner              | PSOE  |       | Tolède          |
| Commission de l'Environnement                                                                                         | Francisco Moya              | PSOE  |       | Cuenca          |
| Commission du Travail et de l'Emploi                                                                                  | José Manuel Caballero       | PSOE  |       | Ciudad Real     |
| Commission des Travaux publics                                                                                        | Antonio Guijarro            | PSOE  |       | Tolède          |
| Commission du Logement et de l'Urbanisme                                                                              | Ana Garrido                 | PSOE  |       | Tolède          |
| Commission de la Santé                                                                                                | Rosa Melchor                | PSOE  |       | Ciudad Real     |
| Commission pour la réforme du statut d'autonomie de Castille-La Manche (09/11/2006)                                   | Antonio Marco               | PSOE  |       | Guadalajara     |
| Commissions permanentes non-législatives                                                                              |                             |       |       |                 |
| Commission du Règlement et du Statut du député                                                                        | Fernando López              | PSOE  |       | Albacete        |
| Commission des Pétitions                                                                                              | Araceli Muñoz               | PSOE  |       | Guadalajara     |
| Commission des Pétitions                                                                                              | Dolores Parra (27/09/2004)  | PSOE  |       | Albacete        |
| Commission du Contrôle de RTVCM                                                                                       | María Jesús Bonilla         | PP    |       | Cuenca          |
| Commissions non-permanentes                                                                                           |                             |       |       |                 |
| Commission d'étude sur la Castille-La Manche dans l'espace européen d'enseignement supérieur (10/03/2005)             | Antonio Marco               | PSOE  |       | Guadalajara     |
| Commission d'étude sur les faits intervenus lors de l'incendie forestier dans la province de Guadalajara (01/08/2005) | Antonio Marco               | PSOE  |       | Guadalajara     |
| Commission de l'Eau pour étudier tous les aspects liés à la politique hydraulique d'intérêt régional (31/03/2005)     | Antonio Salinas             | PSOE  |       | Ciudad Real     |

## Gouvernement et opposition

### Investiture de José Bono
| Candidat         | Date                                    | Vote       |      |    | Résultat |
| Candidat         | Date                                    | Vote       | PSOE | PP | Résultat |
| José Bono (PSOE) | 26 juin 2003 (majorité absolue requise) | Oui        | 29   |    | 29 / 47  |
| José Bono (PSOE) | 26 juin 2003 (majorité absolue requise) | Non        |      | 18 | 18 / 47  |
| José Bono (PSOE) | 26 juin 2003 (majorité absolue requise) | Abstention |      |    | 0 / 47   |

### Investiture de José María Barreda
| Candidat                  | Date                                     | Vote       |      |    | Résultat |
| Candidat                  | Date                                     | Vote       | PSOE | PP | Résultat |
| José María Barreda (PSOE) | 27 avril 2004 (majorité absolue requise) | Oui        | 29   |    | 29 / 47  |
| José María Barreda (PSOE) | 27 avril 2004 (majorité absolue requise) | Non        |      | 18 | 18 / 47  |
| José María Barreda (PSOE) | 27 avril 2004 (majorité absolue requise) | Abstention |      |    | 0 / 47   |

## Désignations

### Sénateurs
| Parti | Parti | Sénateurs désignés     | Voix |
| ----- | ----- | ---------------------- | ---- |
| PSOE  |       | Mario Mansilla Hidalgo | 29   |
| PP    |       | Rosa Romero Sánchez    | 18   |

- Désignation : 25 juin 2003.
- Rosa Romero (PP) est remplacée en septembre 2006 par María Dolores de Cospedal García avec 18 voix favorables.